# Lasioglossum nemorale
Lasioglossum nemorale är en biart som beskrevs av Ebmer 2006. Lasioglossum nemorale ingår i släktet smalbin, och familjen vägbin. Inga underarter finns listade i Catalogue of Life.